# Mesapamea remmi
Mesapamea remmi is een vlinder uit de familie uilen (Noctuidae). De wetenschappelijke naam is voor het eerst geldig gepubliceerd in 1985 door Rezbanyai-Reser.
De soort komt voor in Europa.